# 砂川市
砂川市（すながわし）は、北海道中部（道央地方）に位置し、空知総合振興局管内に属する市。

## 概要
かつては石炭産業で栄えていた。
現在は市内に菓子店が多いことから「砂川スイートロード」としてPRしている。町の緑化に力を入れており、2006年（平成18年）3月現在、市民一人あたりの都市公園面積は189平方メートルで日本一である。

### 地名の由来
市名の由来はアイヌ語の「オタ・ウシ・ナイ」（砂浜・についている・川）を意訳したものであり、これを音訳した地名が「歌志内」である。

## 地理

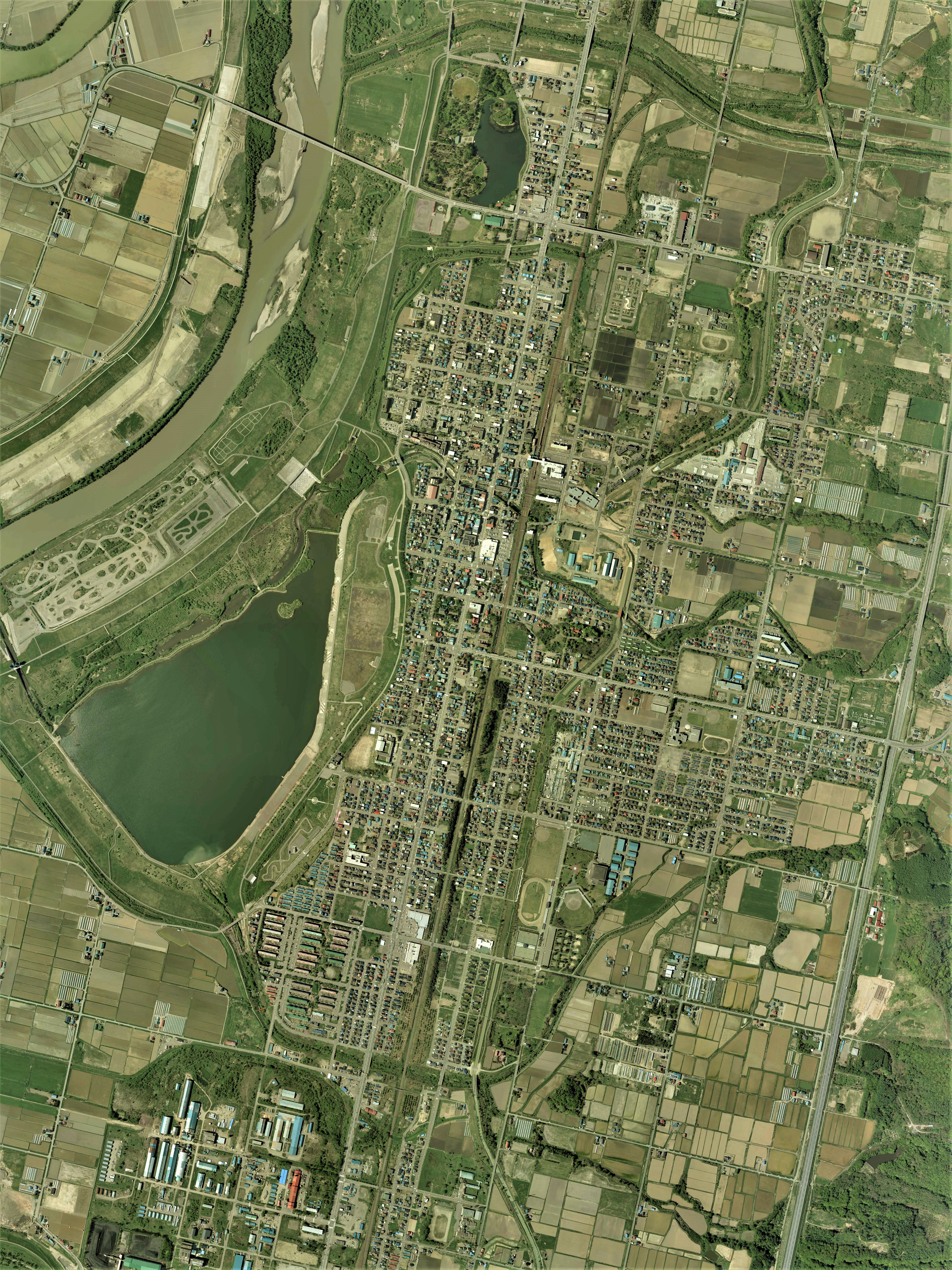
砂川市中心部周辺の空中写真。2007年5月28日撮影の16枚を合成作成。
。

空知総合振興局中部、石狩川と空知川の合流地点南部に位置する。

### 地形

#### 河川
主な川
- 石狩川
- 空知川
- 奈江豊平川
- パンケ歌志内川
- ペンケ歌志内川

#### 湖沼
主な沼
- 袋地沼
- 赤平沼
- 北光沼

主な池
- 砂川遊水池

### 住宅団地
- 道営住宅すずらん団地
- 道営住宅三砂団地
- 道営住宅三砂ふれあい団地
- 宮川団地
- 宮川中央団地

### 人口
| |                                        |  |
| 砂川市と全国の年齢別人口分布（2005年） | 砂川市の年齢・男女別人口分布（2005年） |  |
| ■紫色 ― 砂川市 ■緑色 ― 日本全国 | ■青色 ― 男性 ■赤色 ― 女性              |  |
| 砂川市（に相当する地域）の人口の推移 \| 1970年（昭和45年） \| 27,184人 \| \| \| 1975年（昭和50年） \| 26,023人 \| \| \| 1980年（昭和55年） \| 25,355人 \| \| \| 1985年（昭和60年） \| 24,829人 \| \| \| 1990年（平成2年） \| 23,152人 \| \| \| 1995年（平成7年） \| 21,722人 \| \| \| 2000年（平成12年） \| 21,072人 \| \| \| 2005年（平成17年） \| 20,068人 \| \| \| 2010年（平成22年） \| 19,057人 \| \| \| 2015年（平成27年） \| 17,694人 \| \| \| 2020年（令和2年） \| 16,486人 \| \| |                                        |  |
| 総務省統計局 国勢調査より |                                        |  |
| 1970年（昭和45年） | 27,184人                               |  |
| 1975年（昭和50年） | 26,023人                               |  |
| 1980年（昭和55年） | 25,355人                               |  |
| 1985年（昭和60年） | 24,829人                               |  |
| 1990年（平成2年） | 23,152人                               |  |
| 1995年（平成7年） | 21,722人                               |  |
| 2000年（平成12年） | 21,072人                               |  |
| 2005年（平成17年） | 20,068人                               |  |
| 2010年（平成22年） | 19,057人                               |  |
| 2015年（平成27年） | 17,694人                               |  |
| 2020年（令和2年） | 16,486人                               |  |

#### 消滅集落
2015年国勢調査によれば、以下の集落は調査時点で人口0人の消滅集落となっている。
- 砂川市 - オアシス

### 隣接する自治体
空知総合振興局
- 滝川市
- 赤平市
- 歌志内市
- 空知郡上砂川町
- 空知郡奈井江町
- 樺戸郡新十津川町

## 歴史

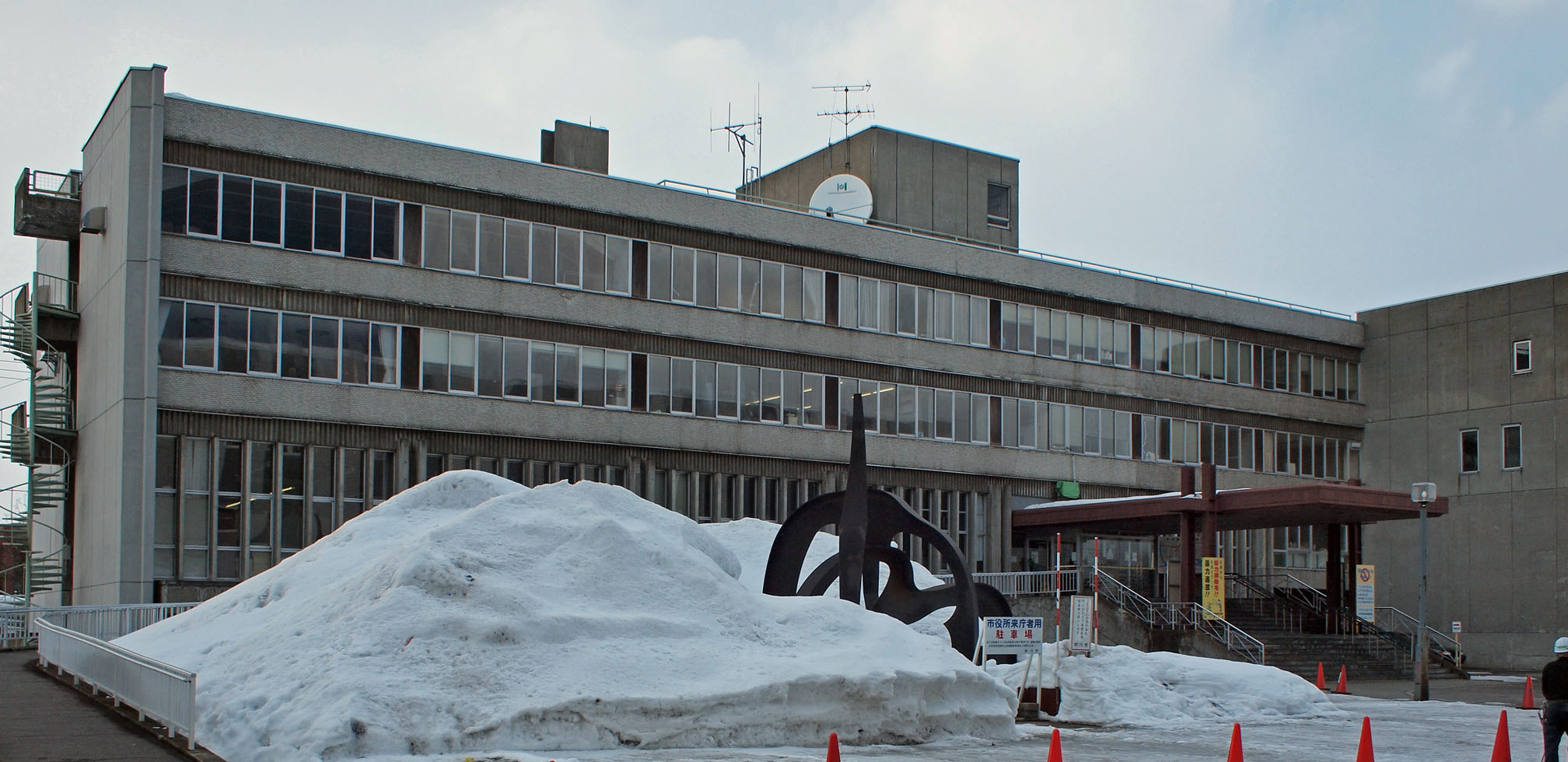
砂川市役所旧庁舎（2010年）

### 沿革
- 1857年（安政4年） - 松浦武四郎、上川探検の途中空知太を踏査。
- 1890年（明治23年） - 奈江村が設置される。
- 1891年（明治24年） - 砂川神社の創建。
- 1895年 - 奈江村戸長役場が設置される。
- 1897年7月1日 - 一部を歌志内村（現在の歌志内市・芦別市・赤平市）として分離する。
- 1902年4月1日 - 二級町村制施行「奈江村（なえむら）」
- 1903年8月23日 - 奈江村を砂川村と改める。
- 1907年3月12日 - 一級町村制施行「砂川村」
- 1923年（大正15年）6月15日 - 町制施行「砂川町」
- 1935年（昭和10年） - 町内に16字が成立（北本町、南本町、豊沼、吉野、富平、空知太、北光、焼山、一の沢、宮城の沢、鶉、東奈井江、奈井江、奈井江町、上砂川、上砂川町）
- 1944年4月1日 - 砂川町の南部（奈井江、奈井江町、東奈井江の一部）が奈井江村（現在の奈井江町）として分立。
- 1948年6月30日 - 現在の市章となる町章を制定する[2]。
- 1949年1月1日 - 砂川町の東部（上砂川、上砂川町、東奈井江の一部、鶉の一部）が上砂川町として分立。緑化都市宣言を行う。
- 1954年8月11日 - 昭和天皇、香淳皇后が町内を行幸啓。砂川小学校に砂川町奉迎場が設けられた[3][4]。
- 1958年7月1日 - 市制施行、砂川市となる。
- 1959年1月1日 - 新十津川町の一部を編入、字・下徳富を設置。
- 1960年 - 1962年 - 北本町、南本町、吉野、豊沼、下徳富の5字を廃止し、以下の町名に再編。
  - 北本町 → 東1条北～東3条北、西1条北～西9条北、三砂町（以上1960年成立）
  - 南本町 → 東1条南～東5条南、西1条南～西5条南、三砂町（以上1960年成立）
  - 吉野 → 東3条南～東7条南（以上1960年成立）、南吉野町、北吉野町、三砂町（以上1962年成立）
  - 豊沼 → 東1条南～東4条南、西1条南、西3条南、西4条南（以上1960年成立）、豊沼町、宮川町、日の出町、緑町、東豊沼、西豊沼（以上1961年成立）
  - 下徳富 → 西7条北、西9条北（以上1960年成立）
- 1979年 - 北海道子どもの国オープン。
- 1980年 - 開基90周年記念式を挙行する。
- 1984年 - 環境庁より北海道初の「アメニティ・タウン」の指定を受ける。
- 1990年（平成2年） - 砂川市開基100年記念式典を挙行する。
- 2021年（令和3年）5月6日 - 砂川市新庁舎開庁[5]。
- 2022年（令和4年）6月7日 - 市内に初めてヒグマ注意報が発出。同制度は当年度より北海道庁が始めたもので、同年7月6日に解除。同年8月7日に再発出、9月2日解除[6]。

## 政治

### 行政

#### 歴代首長
| 代                 | 氏名               | 就任                      | 退任                      | 備考               |
| 奈江村戸長（官選） | 奈江村戸長（官選） | 奈江村戸長（官選）        | 奈江村戸長（官選）        | 奈江村戸長（官選） |
| ------------------ | ------------------ | ------------------------- | ------------------------- | ------------------ |
| 1                  | 伊藤寛吾           | 1895年（明治28年）6月     | 1898年（明治31年）5月     |                    |
| 2                  | 細川弘             | 1898年（明治31年）6月     | 1899年（明治32年）5月     |                    |
| 3                  | 黒沢作弥           | 1899年（明治32年）6月     | 1902年（明治35年）3月31日 | 二級町村制施行     |
| 奈江村長（官選）   |                    |                           |                           |                    |
| 1                  | 黒沢作弥           | 1902年（明治35年）4月1日  | 1903年（明治36年）3月     |                    |
| 2                  | 吉田卓             | 1903年（明治36年）4月     | 1903年（明治36年）8月22日 |                    |
| 砂川村長（官選）   |                    |                           |                           |                    |
| 1                  | 吉田卓             | 1903年（明治36年）8月23日 | 1911年（明治44年）11月    |                    |
| 2                  | 野口陳吉           | 1912年（明治45年）6月     | 1923年（大正12年）6月14日 |                    |
| 砂川町長（官選）   |                    |                           |                           |                    |
| 1                  | 野口陳吉           | 1923年（大正12年）6月15日 | 1936年（昭和11年）3月     |                    |
| 2                  | 佐藤伊久馬         | 1936年（昭和11年）9月     | 1945年（昭和20年）12月    |                    |
| 3                  | 川口常作           | 1945年（昭和20年）12月    | 1946年（昭和21年）5月     |                    |
| 砂川町長（公選）   |                    |                           |                           |                    |
| 4                  | 森利雄             | 1947年（昭和22年）4月30日 | 1958年（昭和33年）6月30日 |                    |
| 砂川市長（公選）   |                    |                           |                           |                    |
| 1                  | 森利雄             | 1958年（昭和33年）7月1日  | 1963年（昭和38年）4月29日 |                    |
| 2                  | 山口正直           | 1963年（昭和38年）5月1日  | 1983年（昭和58年）3月     |                    |
| 3                  | 中川徳男           | 1983年（昭和58年）4月25日 | 1999年（平成11年）4月24日 |                    |
| 4                  | 菊谷勝利           | 1999年（平成11年）4月26日 | 2011年（平成23年）4月25日 |                    |
| 5                  | 善岡雅文           | 2011年（平成23年）4月27日 | 2023年（令和5年）4月26日  |                    |
| 5                  | 飯澤明彦           | 2023年（令和5年）4月27日  | 現職                      |                    |

### 財政

#### 財政状況
平成22年度決算による財政状況
- 住基人口 18,976人
- 標準財政規模 68億2,402万2千円
- 財政力指数 0.32 （類似団体平均0.43）
- 経常収支比率 84.8% (類似団体平均86.8%）～ほぼ類似団体平均で、財政の弾力性が高まっている
- 実質収支比率 3.6%(類似団体平均5.0%）
- 実質単年度収支 6億2,912万7千円～標準財政規模の9.2%の黒字額
- 地方債現在高 134億4,405万8千円（人口1人当たり70万8,477円）
- 普通会計歳入合計 121億5,265万1千円
  - 地方税 20億9,776万6千円（構成比 17.3%）
  - 地方交付税 47億1,761万7千円（構成比 38.8%）
  - 地方債 10億6,500万円（構成比 8.8%）
- 普通会計歳出合計 119億175万3千円
  - 人件費 15億751万5千円（構成比 12.7%）
    - うち職員給 8億7,087万3千円（構成比 7.3%）

  - 扶助費 14億6,136万6千円（構成比 12.3%）
  - 公債費 19億9,592万8千円（構成比 16.8%）

基金の状況
- 1 財政調整基金 14億4,562万8千円
- 2 減債基金 1億1,645万4千円
- 3 その他特定目的基金 2億530万8千円
合計 17億6,739万円（人口1人当たり9万3,138円）

定員管理の適正度（平成22年度）
- 人口1,000人当たり職員数 8.75人（類似団体平均9.53人）～人口に比べて職員数が平均以下である：類似団体平均の0.9倍
- 一般職員164人 （うち技能系労務職4人）、教育公務員2人、消防職員0人、臨時職員0人 一般職員等合計 166人
- ラスパイレス指数 98.7 （道内市町村平均96.6）～道内平均よりも高い（北海道で32番目に高い）
- 参考 
  - 一般職員等（166人）一人当たり給料月額 31万4,100円 （職員手当を含まない）
  - 職員給（給料＋手当）÷一般職員等（166人）＝524万6千円～給料月額の16.7か月分

健全化判断比率・資金不足比率（平成23年度決算～確報値）
健全化判断比率
- 実質赤字比率 －%（黒字のため比率が算定されず）
- 連結実質赤字比率 －%（黒字のため比率が算定されず）
- 実質公債費比率 17.3%
- 将来負担比率 76.4%

資金不足比率
- （全公営企業会計で資金不足額がなく、比率が算定されず）

## 施設

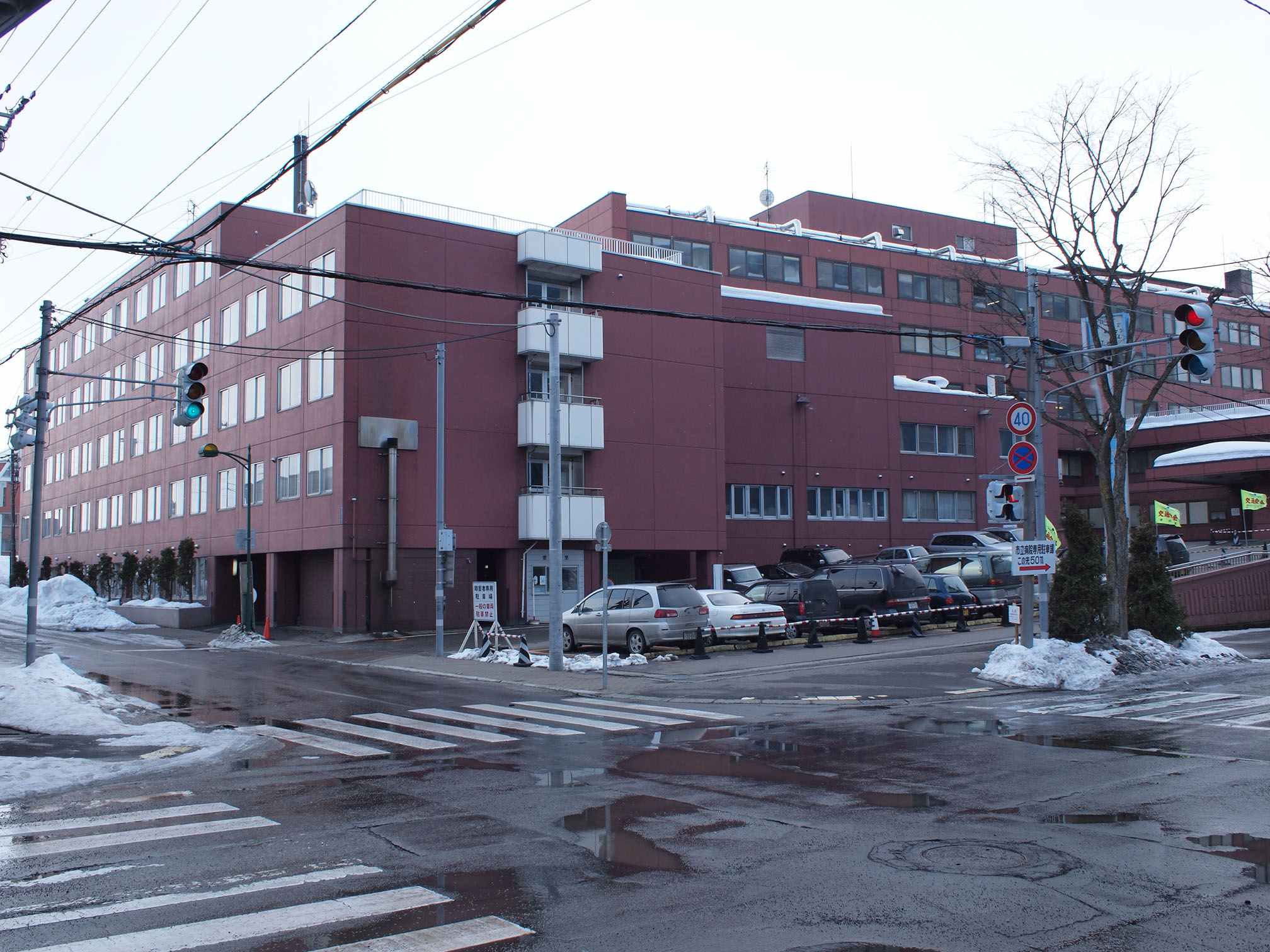
砂川市立病院

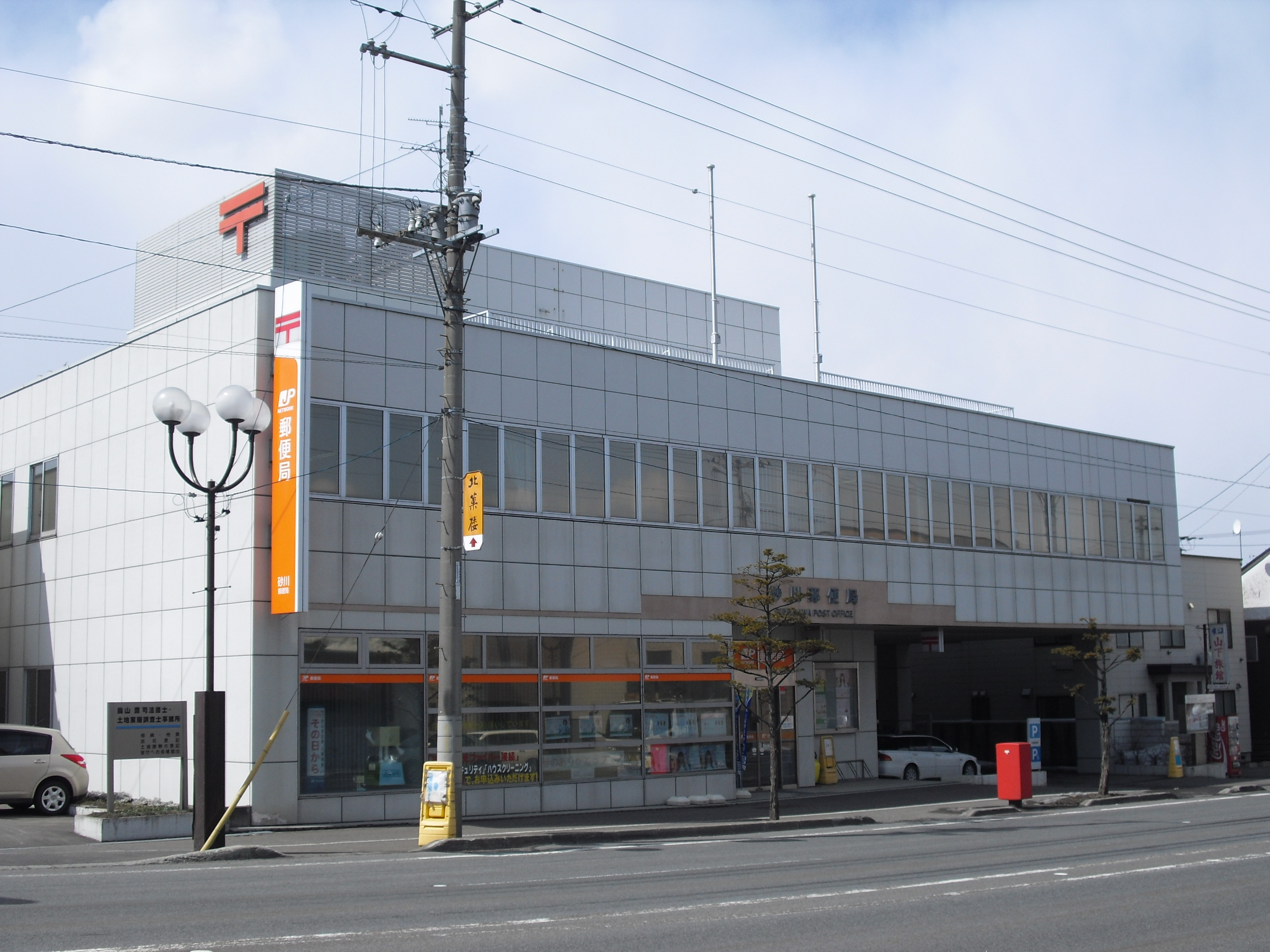
砂川郵便局

### 警察
- 滝川警察署（本署は滝川市）
  - 砂川警察庁舎（旧砂川警察署）
  - 砂川駅前交番
  - 空知太駐在所
  - 豊沼連絡所（無人）

### 消防
本部
- 砂川地区広域消防組合消防本部

消防署
- 砂川消防署

### 医療
主な病院
- 砂川市立病院

### 郵便局
主な郵便局
- 砂川郵便局（集配局）
- 砂川南郵便局
- 豊沼郵便局
- 砂川北光簡易郵便局
- 南吉野簡易郵便局
- 空知太簡易郵便局

## 経済

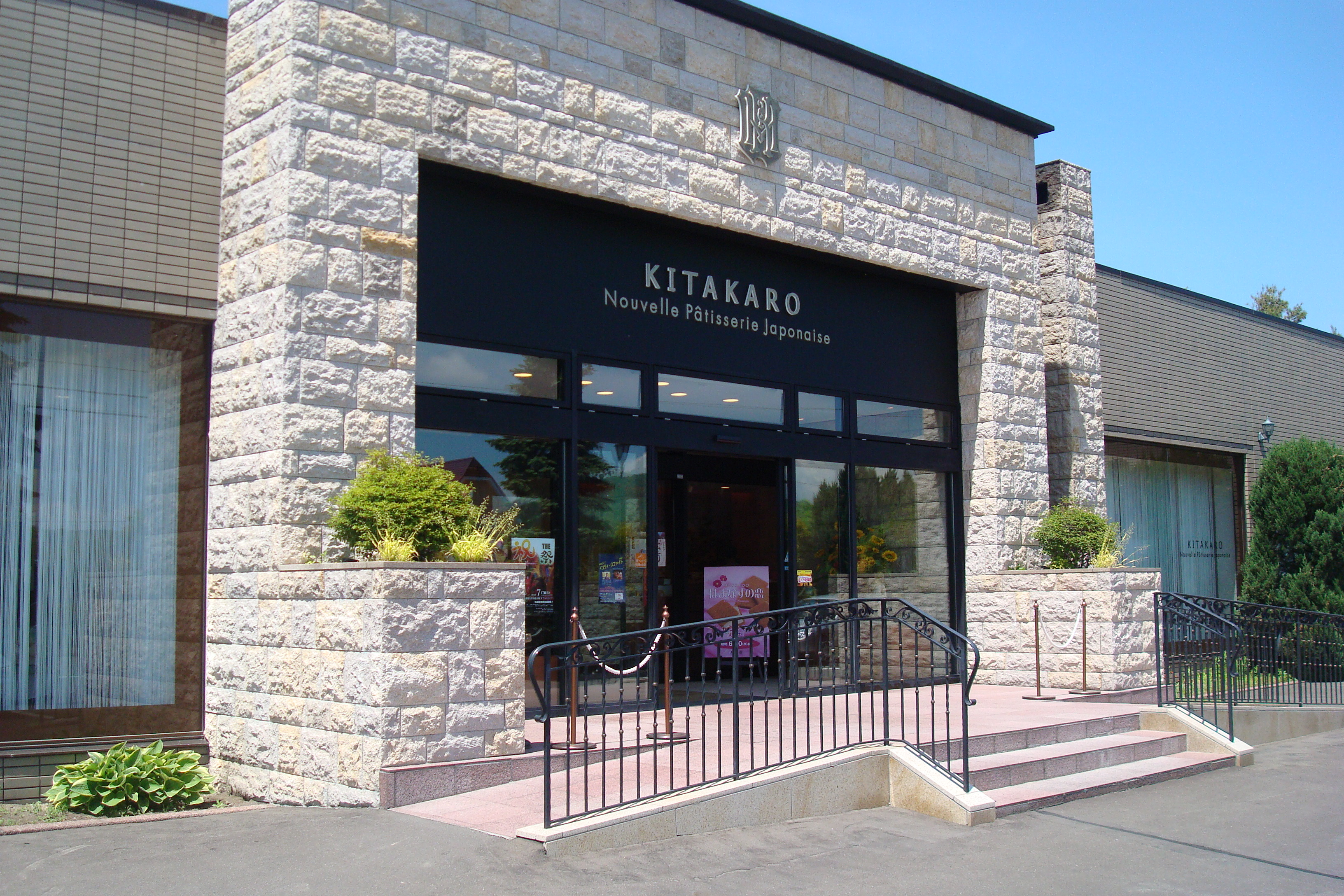
北菓楼砂川本店

### 農業

#### 農協
- 新砂川農業協同組合（JA新すながわ）
  - 本所、空知太事業所

### 物流
- ヤマト運輸：道北主管支店砂川センター（滝川市）
- 佐川急便：滝川営業所（滝川市）
- 日本通運：滝川支店（滝川市）

### 砂川市に拠点を置く主な企業
- 株式会社ホリ
- 株式会社北菓楼
- ソメスサドル株式会社砂川工場
- 北海道三井化学株式会社
- 王子コーンスターチ株式会社 北海道工場
- 北海道サンアグロ株式会社 砂川工場
- 株式会社鷲尾

### 金融機関
- 銀行
  - 北洋銀行：砂川支店
  - 北海道銀行：砂川支店
- 信用金庫
  - 北門信用金庫：砂川支店
- 信用組合
  - 空知商工信用組合：砂川支店
- 労働金庫
  - 北海道労働金庫砂川支店

## 情報･通信

### マスメディア

#### 新聞社
- プレス空知 砂川支局

## 生活基盤

### ライフライン

#### 電力
- 北海道電力 砂川発電所

## 教育

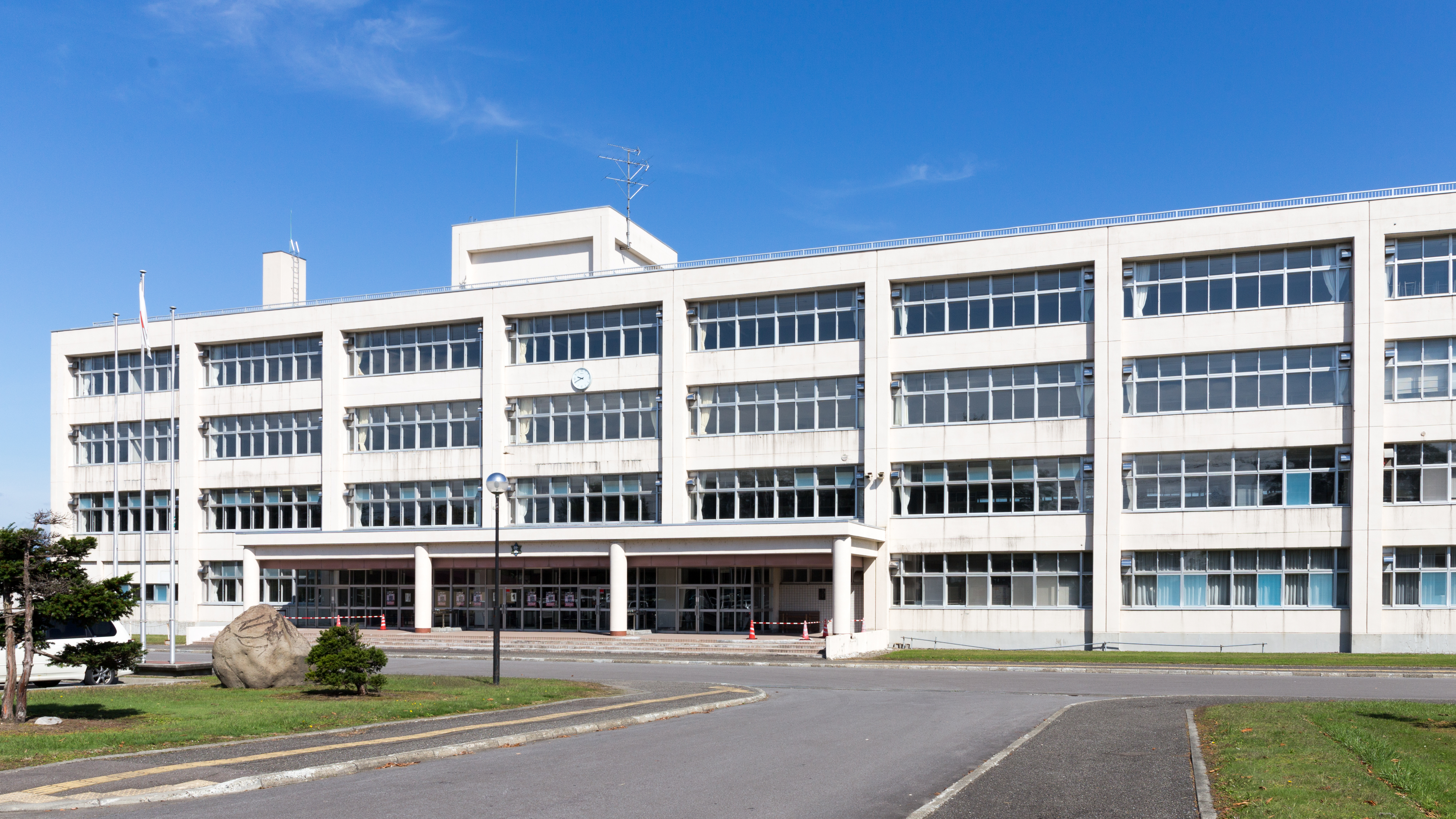
北海道砂川高等学校

### 専修学校
市立
- 砂川市立病院附属看護専門学校

### 高等学校
道立
- 北海道砂川高等学校

### 中学校
市立
- 砂川市立砂川中学校

### 小学校
市立
- 砂川市立砂川小学校
- 砂川市立中央小学校
- 砂川市立豊沼小学校
- 砂川市立北光小学校
- 砂川市立空知太小学校

## 交通

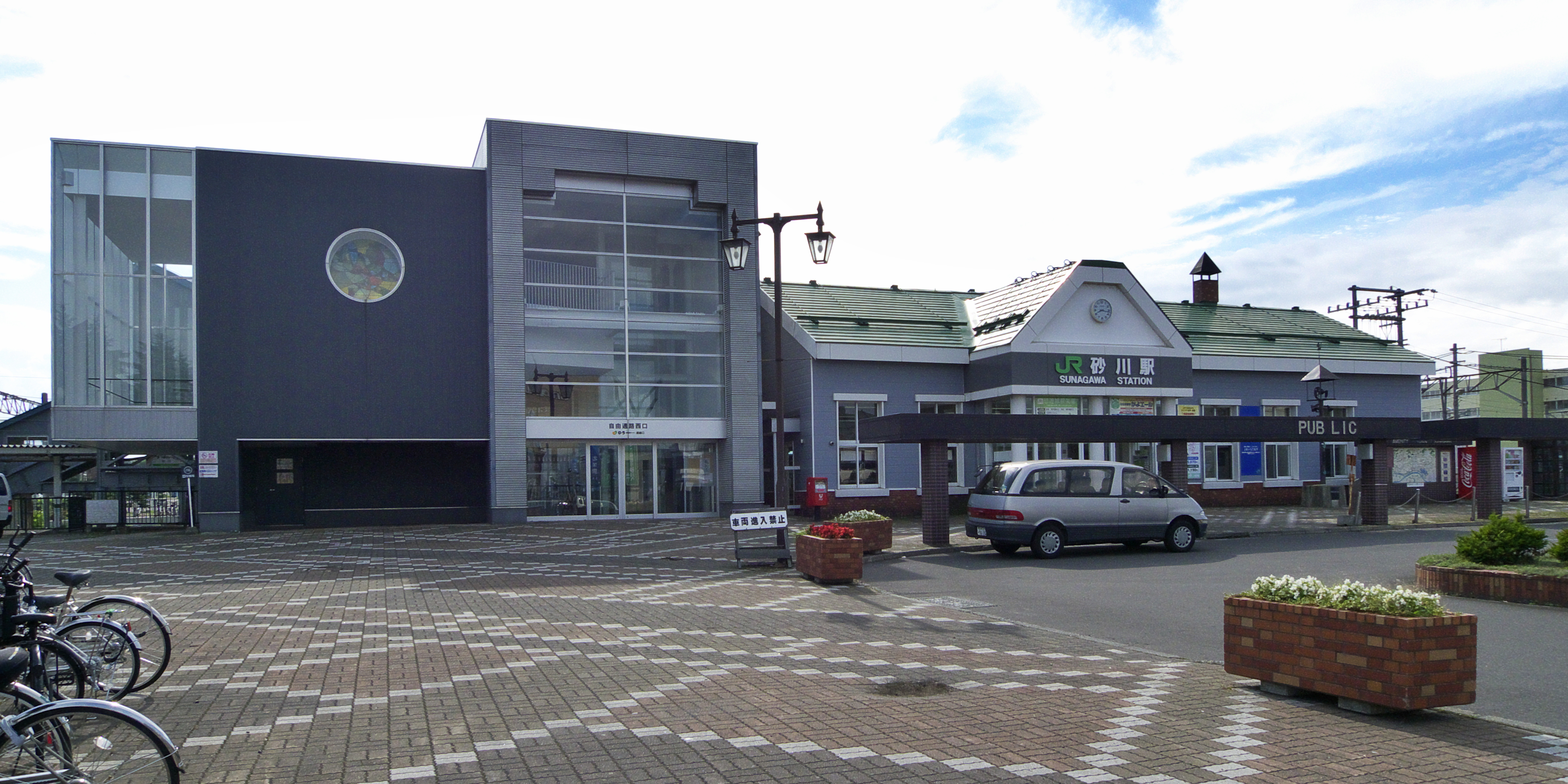
砂川駅

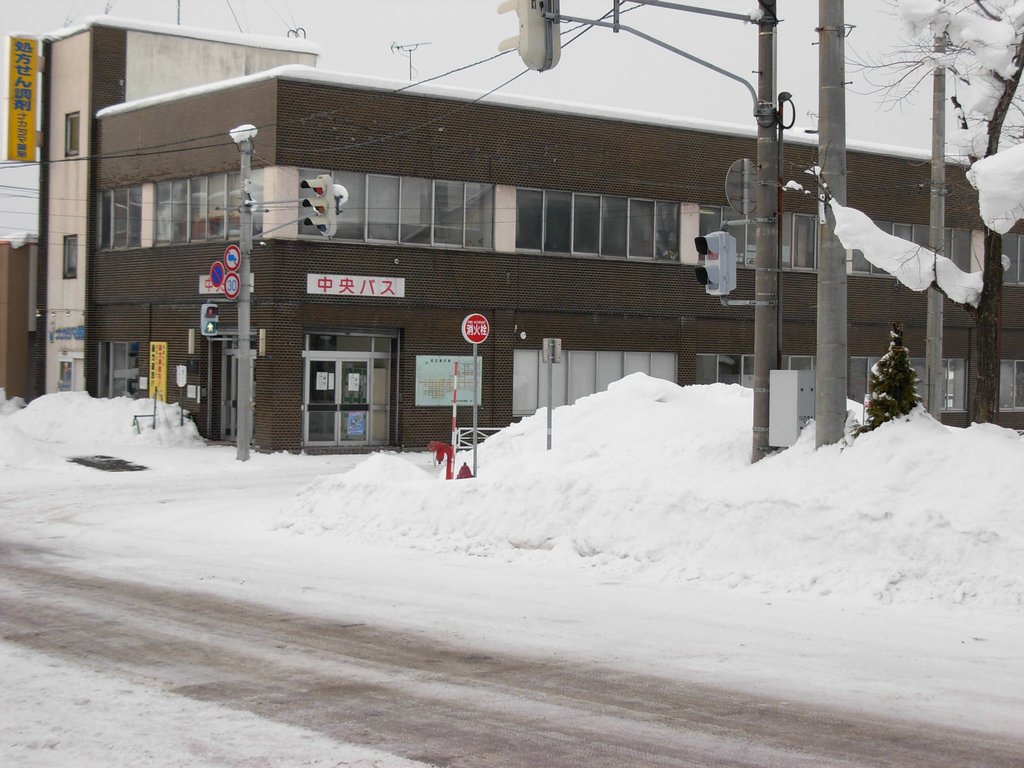
旧砂川ターミナル
（現:SUNAGAWAエヌタワービル）

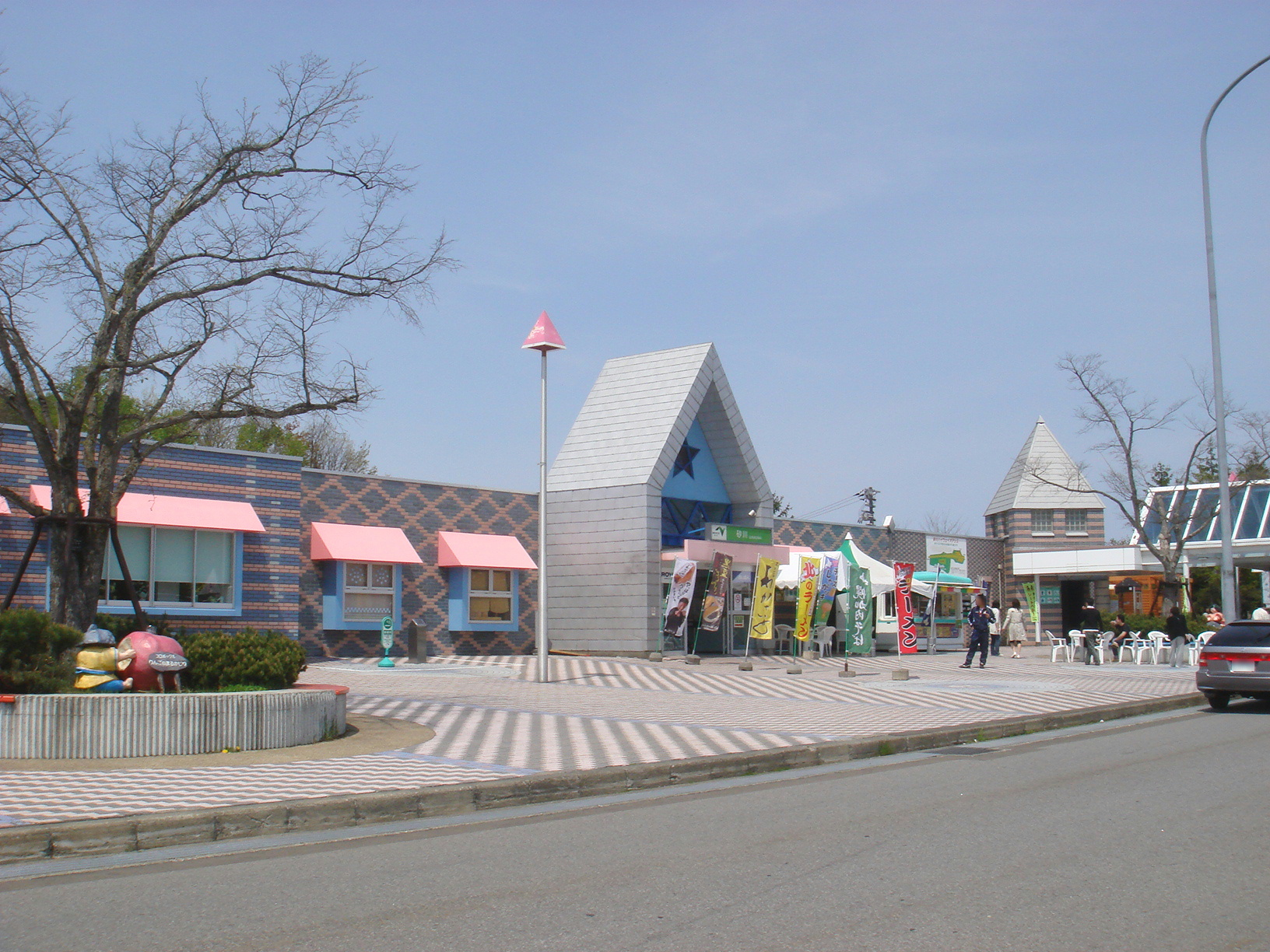
砂川SA

### 空港
市内に空港は存在しないが、公共用ヘリポートが存在する。
- 砂川ヘリポート

### 鉄道
北海道旅客鉄道（JR北海道）
- 函館本線 : 豊沼駅 - 砂川駅

### 都市間バス
- 北海道中央バス

### 路線バス
- 北海道中央バス
  - 砂川市立病院（旧砂川ターミナル）を拠点に運行
- そのほか、新十津川町により、砂川市内⇔新十津川町内を結ぶ乗合ワゴンを運行。（要・利用登録、予約制[7]）

### タクシー
- 滝川圏エリア
  - タクシー会社
砂川北星ハイヤー
ふじ観光（砂川営業所）
三星ハイヤー（砂川営業所）

### 道路

#### 高速道路
- 道央自動車道
  - 奈井江砂川IC（奈井江町）
  - 砂川SA（スマートIC・ハイウェイオアシス併設）
  - 滝川IC（滝川市）

#### 国道
- 国道12号

#### 道道
- 北海道道115号芦別砂川線
- 北海道道283号砂川新十津川線
- 北海道道322号砂川停車場線
- 北海道道627号文珠砂川線
- 北海道道1027号砂川歌志内線
- 北海道道1130号砂川奈井江美唄線

## 観光

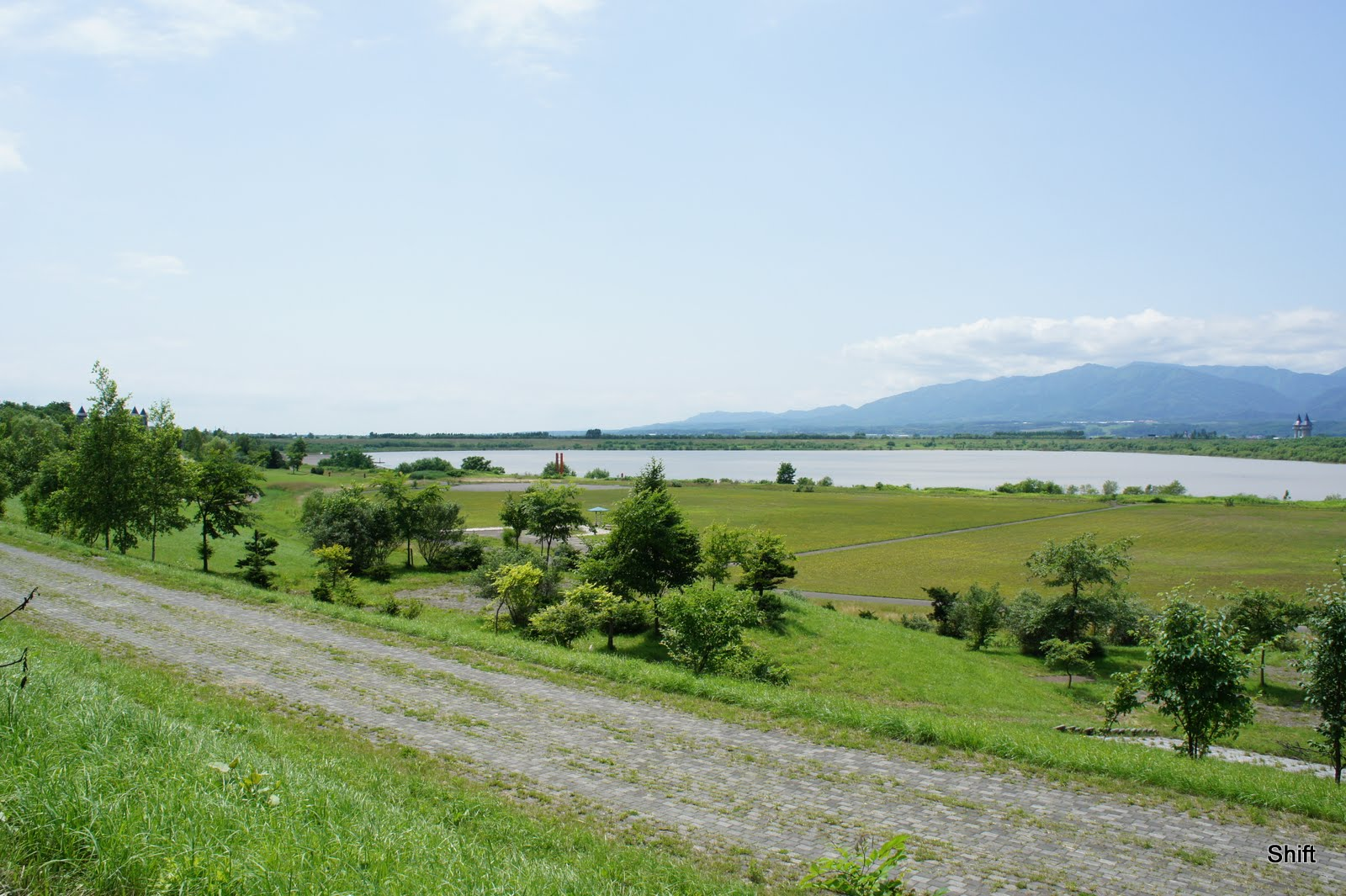
砂川オアシスパーク

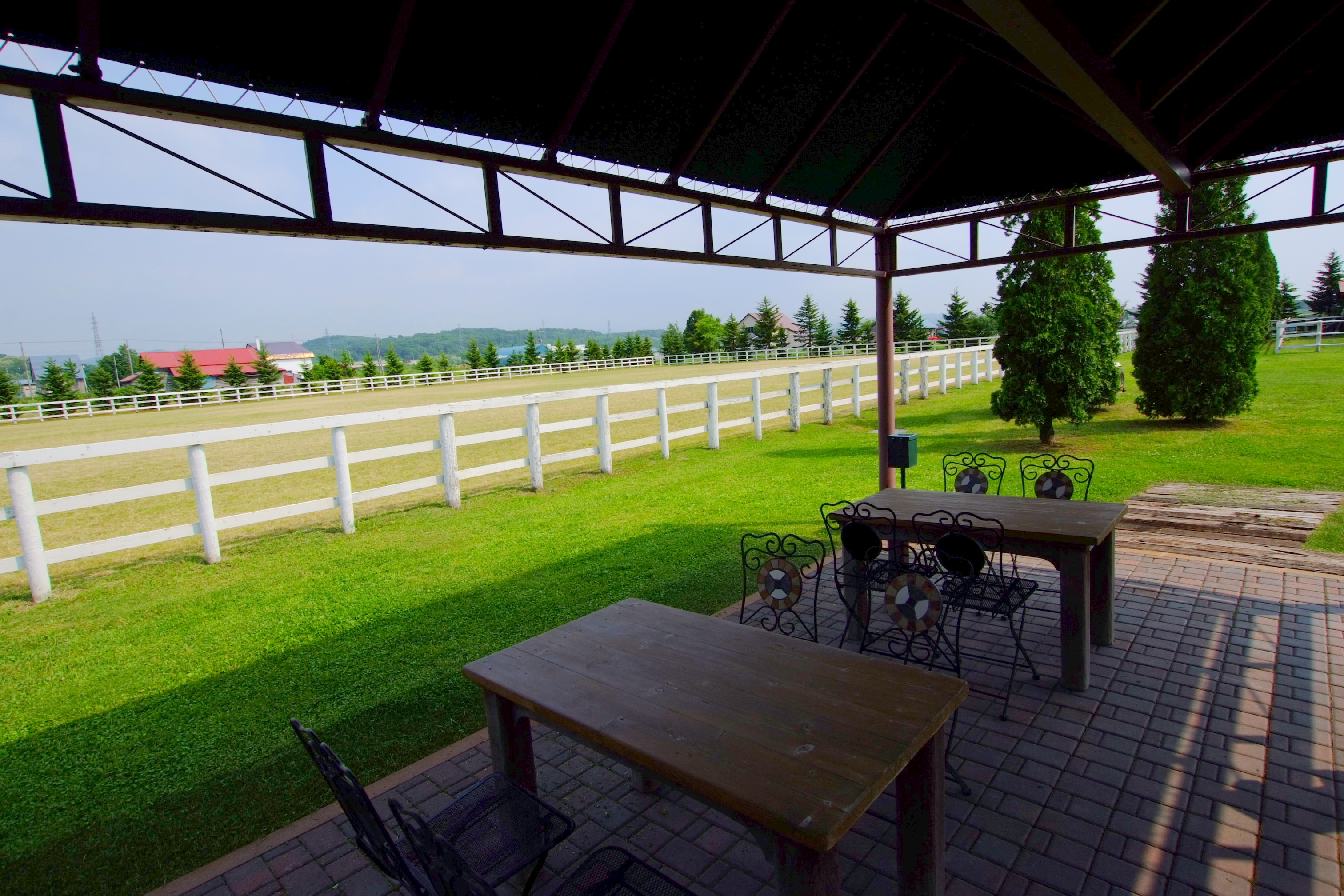
ソメスサドル砂川工場

### 文化財

#### 市指定
- 街頭もちつき[8] – 砂川もちつき保存会

### 名所･旧跡
主な神社
- 砂川神社 – 東5条南4丁目1。天照大神、トヨウケビメ、大国主、もとは三吉霊神[9]
  - 三徳稲荷神社（境内外末社）
- 金比羅神社 – 西4条南4丁目1
- 富平神社 – 富平（とみひら）195
- 空知太神社 – 空知太西5条7丁目3。空知太会館に隣接[10]

### 観光スポット
主な観光スポット
- 北海道子どもの国
- ソメスサドル砂川工場
- 砂川オアシスパーク

## 出身・関連著名人

### 出身著名人
- 飯澤明彦（砂川市長）
- 岩谷美里（女子野球選手）
- 金田たつえ（歌手）
- 栗良平（小説家、『一杯のかけそば』作者）
- 佐古和廣（第3代名寄市立大学学長、名寄市立総合病院院長）[11]
- 佐藤明義（野球監督）
- 杉本正（文学者）
- 寺岡のぞみ（フリーアナウンサー）
- 長井満也（プロレスラー）
- 根本幸典（衆議院議員）
- 林芳男（元滝川市長）
- 横田隆一（千歳市長）
- 善岡雅文（元砂川市長）
- 吉澤一彦（元テレビ朝日アナウンサー）
- 吉村克二（元函館短期大学学長）